# الدوري التونسي لكرة اليد 1956–57
الدوري التونسي لكرة اليد 1956-1957 هو الدورة 2 من الدوري التونسي لكرة اليد. شارك فيها 6 فريقا.

فاز بهذا الموسم النادي الجامعي التونسي، وجاء ثانيا نادي الوطن البنزرتي.

## روابط خارجية
- الموقع الرسمي للجامعة التونسية لكرة اليد.